# Inderborite
La inderborite è un minerale appartenente al gruppo dell'inderite.